# Charlie McCoy
Charles Ray "Charlie" McCoy (Oak Hill, Virginia Occidental, 28 de marzo de 1941) es un músico de sesión estadounidense reconocido por su trabajo con una amplia variedad de instrumentos. A lo largo de su carrera, McCoy ha trabajado con una larga lista de músicos, entre los cuales figuran Bob Dylan, Johnny Cash, Tom Astor, Elvis Presley, Chet Atkins y Ween. También ha grabado más de una treintena de álbumes de estudio, incluyendo catorce para Monument Records. Treinta de sus sencillos han entrado también en la lista de éxitos de Billboard. Fue miembro del grupo Area Code 615 y de Barefoot Jerry.

## Biografía
Charles Ray McCoy nació en Oak Hill, Virginia Occidental antes de que su familia se trasladase a Fayetteville y posteriormente a Miami, Florida. Con ocho años, comenzó a tocar la armónica y la guitarra, y luego, durante su adolescencia, tocó el bajo y la trompeta. Durante sus años de escuela, sus habilidades habían crecido lo suficiente como para que McCoy decidiese comenzar una carrera musical. Se unió a una banda local de rock and roll como guitarrista y cantante. Con dieciséis años acompañó a un amigo a visitar un espectáculo en Miami llamado el «Old South Jamboree». Tras su llegada, su amigo le dejó entre el público y habló con Happy Harold, anfitrión del espectáculo, con la intención de que sacase a McCoy al escenario para cantar. La interpretación de McCoy, junto con la respuesta positiva del público, le llevó a él y a su banda a entrar en el Old South Jamboree.
Su banda incluyó a Donny Lytle, posteriormente conocido como Johnny Paycheck, al bajo; Bill Johnson en el steel guitar, Charlie Justice a la guitarra y Bill Phillips como vocalista. Durante este tiempo, la banda participó también en un concurso local de rock and roll donde ganó el primer premio. A raíz de una invitación de Mel Tillis, McCoy viajó con dieciocho años a Nashville. Durante su estancia en Nashville visitó a numerosos productores y compañías discográficas, pero no obtuvo ningún resultado. Dado que sus esfuerzos por iniciar una carrera en Nashville fracasaron, regresó a Miami. Se matriculó en la Universidad de Miami con especialización en educación musical y con el objetivo de ser profesor. 
Mientras tanto, continuó trabajando en el Jamboree. Cuando los miembros de la facultad de Miami descubrieron que tocaba rock and roll en el Jamboree, le advirtieron de que no continuara con sus «formas inferiores de música». McCoy respondió que estaba dispuesto a renunciar a su trabajo en el Jamboree si le daban una beca. La facultad rechazó su petición.
McCoy, que aun deseaba emprender una carrera musical, solicitó el puesto de guitarrista en la banda de John Ferguson. Sin embargo, cuando regresó a Nashville, debido a un malentendido, su trabajo había sido tomado por el guitarrista Vance Bullock. Después de una discusión con Ferguson acabó por ser contratado como batería. No obstante, la banda de Ferguson no obtuvo mucho éxito y acabó separándose.
Después de un mes de desempleo, se unió como batería a Stonewall Jackson. El trabajo llegó a su fin en el otoño del mismo año. Poco después recibió una llamada del agente Jim Denney, quien le informó de que Archie Bleyer de Cadence Records había escuchado las cintas de McCoy yquería contratarlo. McCoy grabó su primer sencillo para Cadence y «Cherri Berri Wine» alcanzó el puesto 99 en la lista Billboard. En Nashville, Denney le aconsejó que hiciera sesiones de demostración y se concentrase en tocar la armónica. A continuación, McCoy se unió a Wayne Moss como bajista tocando en Fort Campbell, Kentucky.
Chet Atkins escuchó una de las cintas de McCoy y le contrató en mayo de 1961. Su primera grabación fue en la canción «I Just Don't Understand» de Ann-Margret para RCA, donde tocó la armónica. Fred Foster de Monument Records también escuchó sus cintas y le contrató para tocar la armónica en «Candy Man», una canción de Roy Orbison. Su reputación como músico de sesión comenzó a crecer y continuó grabando para el sello Monument sin un contrato escrito. Aunque algunos de sus sencillos y álbumes no vendieron bien, Foster creía en la música de McCoy. Tex Davis, representante de Monument, fue persuadido por Charlie DIllard de WPFA para publicar «Today I Started Loving You Again», del segundo álbum de McCoy, como sencillo. Cuando el sencillo fue publicado en 1972, vendió más de 750 000 copias y llegó al puesto 16 en la lista de sencillos country. Para su siguiente trabajo, The Real McCoy, gabó un Grammy. Su disco Good Time Charlie alcanzó el primer puesto en la lista de álbumes country de Billboard. Además, como músico de sesión, participó en más de 400 grabaciones. 
Desde entonces, tocó la armónica en grabaciones de músicos como  Elvis Presley, Perry Como, Joan Baez, Johnny Cash, Buffy Sainte-Marie, Kris Kristofferson, Paul Simon, Ringo Starr, Barefoot Jerry y Ween. También tocó la guitarra en la canción de Dylan «Desolation Row», de su álbum Highway 61 Revisited, y en «Sad Eyed Lady of the Lowlands», de Blonde on Blonde. Durante diecinueve años, ejerció de director musical de la serie de televisión Hee Haw y fue miembro del grupo Million Dollar Band.
El 17 de mayo de 2009, McCoy fue introducido en el Museo y Salón de la Fama del Country junto a Roy Clark y Barbara Mandrell.

## Discografía
| Año  | Álbum                         | US Country | US  | Discográfica |
| ---- | ----------------------------- | ---------- | --- | ------------ |
| 1967 | The World of Charlie McCoy    |            |     | Monument     |
| 1972 | The Real McCoy                | 2          | 98  | Monument     |
| 1972 | Charlie McCoy                 | 7          | 120 | Monument     |
| 1973 | Good Time Charlie             | 1          | 155 | Monument     |
| 1973 | The Fastest Harp in the South | 2          | 213 | Monument     |
| 1974 | The Nashville Hit Man         | 13         |     | Monument     |
| 1974 | Christmas with Charlie        |            |     | Monument     |
| 1975 | Charlie My Boy                | 36         |     | Monument     |
| 1975 | Harpin' the Blues             | 34         |     | Monument     |
| 1976 | Play It Again Charlie         | 48         |     | Monument     |
| 1977 | Country Cookin MG 7612'       |            |     | Monument     |
| 1977 | Stone Fox Chase               |            |     | Monument     |
| 1978 | Greatest Hits                 |            |     | Monument     |
| 1979 | Appalachian Fever             |            |     | Monument     |
| 1988 | 13th                          |            |     | Step One     |
| 1989 | Beam Me Up Charlie            |            |     | Step One     |
| 1992 | Appalachian Fever             |            |     | Step One     |
| 1995 | American Roots                |            |     | Koch         |